# Henning Söderbaum
Johan Gustaf Henning Söderbaum, född den 24 september 1868 i Tegelsmora församling, Uppsala län, död den 26 oktober 1943 i Flen, var en svensk jurist. 
Söderbaum avlade mogenhetsexamen i Uppsala 1888 och hovrättsexamen vid Uppsala universitet 1894. Efter att ha tjänstgjort ett antal år som tillförordnad domhavande blev han adjungerad ledamot i Svea hovrätt 1907 och tillförordnad revisionssekreterare 1910. Söderbaum blev häradshövding i Ölands domsaga 1911 och kvarstod i detta ämbete till inträdet i pensionsåldern 1938. Han anlitades under åren 1918, 1920 samt 1922–1925 som extra ordinarie assessor i Göta hovrätt. Söderbaum
blev riddare av Nordstjärneorden 1921 och kommendör av andra klassen av samma orden 1936. Han vilar på Uppsala gamla kyrkogård.